# 高橋三郎 (競馬)
高橋 三郎（たかはし さぶろう、1944年8月18日 - ）は大井競馬場に所属していた元騎手、元調教師である。愛称はサブちゃん。

## 来歴
岩手県西根村の農家の三男として産まれる。中学校を卒業後に集団就職で千葉県柏市の牧場に就職したのがきっかけで、競馬の世界に足を踏み入れた。1961年4月、16歳で数多くの名騎手を輩出した大井の小暮嘉久調教師のもとに入門。同年10月には、地方競馬全国協会の発足にともない全国の地方競馬場の新人騎手を養成することになった、八王子牧場の騎手養成長期課程第1期生となる。 1962年の年末には教官との行き違いや東京オリンピックの競技馬の世話を巡って第一期生全員が養成所を脱出し外泊する騒ぎを起こしたこともあったが、1963年3月31日には無事同課程を修了し、騎手免許を取得した。
デビューすると初年度にいきなり79勝を挙げ、以後も川崎の佐々木竹見や同門の松浦備、赤間清松らとともに南関東公営競馬のトップジョッキーの一人として活躍する。1970年3月、小暮嘉久調教師の廃業に伴い伊藤正美厩舎へ移籍。1975年9月29日には地方競馬通算2000勝を達成している。1981年3月、山下春茂厩舎に移籍。1983年2月25日に地方競馬通算3000勝を達成すると、同年11月27日に行われたジャパンカップでもダーリンググラスで騎乗した。
だが1985年の11月20日、調教をつけていた馬が突如暴走し、一時は右足の切断も考えられるほどの大怪我を負ってしまう。転院と2年余りのリハビリを経て1987年9月12日に復帰したが、それでも右足は左足の半分ほどの太さであり、また第3・第4指は足の甲へと食い込んでしまっていたという。カムバック後も引き続き1990年のゴールデンジョッキーカップで優勝するなど活躍したが、1997年3月に調教師免許を取得し騎手を引退した。騎手としての通算成績は25759戦3975勝、ほか中央競馬で4戦0勝。東京ダービーを4回、帝王賞を3回制するなど地方重賞127勝あげた。また、「癖馬を扱わせたらサブちゃんの右に出る者はいない」と評価されていた。忘れられない馬として南関東時代のラストランとなった青雲賞などに騎乗したハイセイコーを、一世一代の名勝負として南関東三冠を達成したゴールデンリボーの三冠競走全てで2着となったバトルメントの東京王冠賞を挙げている。
1997年3月31日付けで調教師免許を取得し、1998年4月29日大井競馬第10競走をネイティヴランナーで制し、初出走で勝利をあげた。2000年、東京競馬場で行われた武蔵野ステークスに、ナショナルスパイで中央競馬初出走を果たす。2002年、大井競馬場の優秀調教師賞を受賞。2003年には管理馬のハタノアドニスがNARグランプリ最優秀短距離馬に選出される。2007年の第7回JBCスプリントをフジノウェーブで制し、JpnI初勝利を挙げるとともに大井競馬場の最優秀調教師賞に輝いた。
2015年5月31日付で調教師を勇退。ラストランは2015年5月22日の大井競馬第8競走（シルクスノーマン、3着）で、調教師としての通算成績は地方競馬4419戦498勝、中央13戦0勝（重賞37勝）であった。

## 通算成績

### 騎手成績
| 西暦   | 騎乗数 | 1着数 | 勝率 |
| ------ | ------ | ----- | ---- |
| 1963年 | 700    | 79    | .112 |
| 1964年 | 1695   | 262   | .154 |
| 1965年 | 1316   | 182   | .138 |
| 1966年 | 1396   | 209   | .149 |
| 1967年 | 1478   | 193   | .130 |
| 1968年 | 1236   | 202   | .163 |
| 1969年 | 908    | 144   | .158 |
| 1970年 | 832    | 114   | .137 |
| 1971年 | 974    | 161   | .165 |
| 1972年 | 653    | 96    | .147 |
| 1973年 | 792    | 148   | .186 |
| 1974年 | 781    | 115   | .147 |
| 1975年 | 887    | 136   | .153 |
| 1976年 | 832    | 130   | .156 |
| 1977年 | 750    | 111   | .148 |
| 1978年 | 780    | 143   | .183 |
| 1979年 | 808    | 150   | .185 |
| 1980年 | 772    | 129   | .167 |
| 1981年 | 798    | 129   | .161 |
| 1982年 | 954    | 150   | .157 |
| 1983年 | 685    | 109   | .159 |
| 1984年 | 787    | 141   | .179 |
| 1985年 | 865    | 175   | .202 |
| 1986年 | -      | -     | -    |
| 1987年 | 244    | 30    | .122 |
| 1988年 | 445    | 71    | .159 |
| 1989年 | 588    | 95    | .161 |
| 1990年 | 620    | 102   | .164 |
| 1991年 | 532    | 74    | .140 |
| 1992年 | 404    | 48    | .118 |
| 1993年 | 296    | 42    | .141 |
| 1994年 | 296    | 36    | .121 |
| 1995年 | 333    | 34    | .102 |
| 1996年 | 259    | 28    | .108 |
| 1997年 | 63     | 7     | .111 |
| 通算   | 25759  | 3975  | .154 |

#### 主な騎乗馬
- オールカツプ（1967年ニューイヤーカップ）
- シンタカラフオード（1968年千鳥賞）
- ウエルスダイバー（1968年東京ダービー、東京王冠賞）
- ウエルスシヨウ（1968年東京記念）
- エビフジ（1969年関東オークス、1970年キヨフジ記念）
- ヒダカスズラン（1971年キヨフジ記念）
- クラフトケルン（1972年黒潮盃）
- ハイセイコー（1972年青雲賞）
- ネロ（1973年開設記念）
- イケノカエデ（1973年キヨフジ記念）
- スマノダイドウ（1973年アラブダービー）
- ダイエイモンド（1974年東京ダービー）
- オサイチテユーダ（1975年東京盃）
- カツフアーム（1975年全日本三才優駿）
- リマンドタイコウ（1977年青雲賞、東京3歳優駿牝馬）
- グツドボーイ（1977年東京王冠賞）
- マイリマンド（1978年青雲賞、全日本三才優駿）
- タガワエース（1979年川崎記念）
- タガワテツオー（1980年京浜盃）
- カツアール（1980年帝王賞）[1]
- タイホウジェミー（1980年関東オークス）
- ステイード（1980年青雲賞）
- パワープライド（1980年東京記念）
- テスコフアイヤー（1980年東京3歳優駿牝馬）
- タイムリーヒツト（1981年東京盃）
- デユールスワロー（1982年キヨフジ記念）
- ケイワイホマレ（1982年アラブダービー）
- トラストホーク（1982年東京大賞典、1983年帝王賞）
- サンオーイ（1983年京浜盃、東京王冠賞、東京大賞典）
- ゼンニホン（1983年アラブダービー）
- タガワリユウオー（1983年日本テレビ盃、1984年浦和記念）
- センパチボンモ（1984年千鳥賞）
- キングハイセイコー（1984年羽田盃、東京ダービー）
- ガールライヒ（1985年キヨフジ記念）
- マルゼンスター（1985年東京盃）
- シナノジヨージ（1987年日本テレビ盃）
- ハツピーシヤトー（1988年日本テレビ盃）
- アウトランセイコー（1990年羽田盃、東京ダービー）
- ホマレギヤル（1991年全日本アラブクイーンカップ）
- チヤンピオンスター（1990年東京記念、1991年帝王賞）
- オオヒエイ（1990年全日本アラブ大賞典）
- カシワズプリンセス（1992年京浜盃）
- アコニットローマン（1993年東京プリンセス賞）
- ハナセール（1993年東京盃）
- テツノセンゴクオー（1996年東京記念）
- サンライフテイオー（1996年スーパーダートダービー）

### 調教師成績
| 西暦   | 出走数 | 1着数 | 2着数 | 勝率 | 連対率 | 収得賞金        | 順位 |
| ------ | ------ | ----- | ----- | ---- | ------ | --------------- | ---- |
| 1998年 | 67     | 12    | 7     | .179 | .284   | 5882万4000円    | -    |
| 1999年 | 119    | 12    | 10    | .101 | .185   | 1億0525万3000円 | -    |
| 2000年 | 123    | 16    | 15    | .130 | .252   | 2億719万5000円  | 82位 |
| 2001年 | 110    | 27    | 13    | .245 | .364   | 2億5510万1000円 | 27位 |
| 2002年 | 100    | 23    | 12    | .230 | .350   | 2億4492万5000円 | 33位 |
| 2003年 | 128    | 17    | 13    | .133 | .234   | 3億1194万5000円 | 72位 |
| 2004年 | 231    | 32    | 18    | .139 | .216   | 1億7327万3000円 | 15位 |
| 2005年 | 271    | 51    | 24    | .188 | .277   | 1億6792万1000円 | 5位  |
| 2006年 | 253    | 43    | 24    | .170 | .265   | 1億6867万7000円 | 6位  |
| 2007年 | 314    | 34    | 30    | .108 | .204   | 2億4091万3000円 | 17位 |
| 2008年 | 334    | 39    | 28    | .117 | .201   | 1億7368万9000円 | 12位 |
| 2009年 | 358    | 28    | 24    | .078 | .145   | 1億1252万5500円 | 32位 |
| 2010年 | 417    | 40    | 38    | .096 | .187   | 1億6112万円     | 15位 |
| 2011年 | 330    | 29    | 27    | .088 | .170   | 9109万1000円    | 26位 |
| 2012年 | 286    | 42    | 43    | .109 | .220   | 1億3429万6500円 | 13位 |
| 2013年 | 344    | 25    | 24    | .073 | .142   | 7690万円        | 45位 |

全ての数字は南関東での競走のみ。

#### 主な管理馬
- イエローパワー（2000年羽田盃、スーパーチャンピオンシップ）
- スピーディドゥ（2001年アフター5スター賞）
- ハタノアドニス（2003年アフター5スター賞、東京盃、2004年アフター5スター賞）
- フジノウェーブ（2007年JBCスプリント、2008年東京盃、2010年-2013年東京スプリング盃）
- スリーセブンスピン（2010年船橋記念）